# Krná
Krná é um município da Eslováquia, situado no distrito de Poltár, na região de Banská Bystrica. Tem 14,02 km² de área e sua população em 2018 foi estimada em 52 habitantes.

## Demografia
| Ano:        | 1994 | 2004    | 2014    | 2024   |
| ----------- | ---- | ------- | ------- | ------ |
| Broj ljudi: | 90   | 67      | 52      | 49     |
| Razlika:    |      | -25,55% | -22,38% | -5,76% |

| Ano:               | 2023 | 2024 |
| ------------------ | ---- | ---- |
| Número de pessoas: | 49   | 49   |
| Diferença:         |      | +0%  |